# Erodium primulaceum
Erodium primulaceum är en näveväxtart som först beskrevs av Johan Martin Christian Lange, och fick sitt nu gällande namn av Friedrich Welwitsch och Johan Martin Christian Lange. Erodium primulaceum ingår i släktet skatnävor, och familjen näveväxter. Inga underarter finns listade i Catalogue of Life.